# Serixia ranauensis
Serixia ranauensis är en skalbaggsart som beskrevs av Hayashi 1975. Serixia ranauensis ingår i släktet Serixia och familjen långhorningar. Inga underarter finns listade i Catalogue of Life.